# Halowe Mistrzostwa Polski Seniorów w Lekkoatletyce 1999
40. Halowe Mistrzostwa Polski Seniorów w Lekkoatletyce – zawody sportowe, które rozegrano 21 i 22 lutego 1999 w Spale, w hali Ośrodka Przygotowań Olimpijskich.
Krystyna Zabawska ustanowiła halowy rekord Polski w pchnięciu kulą wynikiem 19,26 m. W zawodach w chodzie sportowym triumfowali startujący poza konkurencja zawodnicy rosyjscy Ilja Markow i Olga Panfierowa.
Mistrzostwa w wielobojach zostały rozegrane w tym samym miejscu, lecz o dwa tygodnie wcześniej (6 i 7 lutego 1999). Wyniki w tych konkurencjach podane są łącznie z innymi w tabeli poniżej.

## Rezultaty

### Mężczyźni
| Konkurencja:              | 1. miejsce                               | Rezultat | 2. miejsce                                 | Rezultat | 3. miejsce                                                                   | Rezultat |
| Bieg na 60 m              | Ryszard Pilarczyk Olimpia Poznań         | 6,60     | Marcin Nowak AS AWF Kraków                 | 6,61     | Piotr Balcerzak Skra Warszawa                                                | 6,67     |
| Bieg na 200 m             | Marcin Urbaś AZS AWF Kraków              | 21,15    | Ryszard Pilarczyk Olimpia Poznań           | 21,33    | Piotr Balcerzak Skra Warszawa                                                | 21,78    |
| Bieg na 400 m             | Robert Maćkowiak Śląsk Wrocław           | 46,58    | Piotr Rysiukiewicz Śląsk Wrocław           | 46,63    | Piotr Haczek Warszawianka                                                    | 46,64    |
| Bieg na 800 m             | Sebastian Miller Lechia Gdańsk           | 1:51,90  | Robert Neryng Lubusz Słubice               | 1:52,52  | Mariusz Walczak Gryf Wejherowo                                               | 1:52,78  |
| Bieg na 1500 m            | Piotr Rostkowski Warszawianka            | 3:55,30  | Leszek Zblewski Warszawianka               | 3:55,82  | Zbigniew Graczyk AZS AWF Gorzów                                              | 3:56,66  |
| Bieg na 3000 m            | Dariusz Kruczkowski Zawisza Bydgoszcz    | 8:14,76  | Adam Draczyński Oleśniczanka               | 8:15,45  | Piotr Drwal Gryf 3 Słupsk                                                    | 8:15,74  |
| Bieg na 60 m przez płotki | Tomasz Ścigaczewski Warszawianka         | 7,56     | Krzysztof Mehlich AZS AWF Katowice         | 7,60     | Marcin Kuszewski AZS AWF Wrocław                                             | 7,93     |
| Chód na 5000 m            | Robert Korzeniowski Wawel Kraków         | 18:42,59 | Tomasz Lipiec Polonia Warszawa             | 19:52,56 | Roman Magdziarczyk AZS AWF Gdańsk                                            | 19:56,50 |
| Skok wzwyż                | Szymon Kuźma AZS AWF Kraków              | 2,14     | Dawid Jaworski AZS AWF Gorzów              | 2,14     | Robert Kołodziejczyk Skra Warszawa Piotr Kuszneruk AZS AWF Pol-Kres B. Podl. | 2,14     |
| Skok o tyczce             | Krzysztof Kusiak Lechia Gdańsk           | 5,40     | Sebastian Chmara Zawisza Bydgoszcz         | 5,30     | Adam Kolasa Konradia Gdańsk                                                  | 5,00     |
| Skok w dal                | Grzegorz Marciniszyn Błękitni Osowa Sień | 7,87     | Dariusz Bontruk Orzeł Warszawa             | 7,66     | Mirosław Nowiński Podlasie Białystok                                         | 7,51     |
| Trójskok                  | Jacek Kazimierowski MKLA Łęczyca         | 16,02    | Krystian Ciemała AZS AWF Pol-Kres B. Podl. | 15,98    | Krzysztof Szuptarski Browar Schöller Namysłów                                | 15,69    |
| Pchnięcie kulą            | Mirosław Dec AZS AWF Katowice            | 18,15    | Przemysław Zabawski Podlasie Białystok     | 17,66    | Łukasz Wenta Lechia Gdańsk                                                   | 17,66    |
| Siedmiobój                | Sebastian Chmara Zawisza Bydgoszcz       | 6054     | Krzysztof Andrzejak Zawisza Bydgoszcz      | 5563     | Michał Modelski AZS AWF Katowice                                             | 5454     |

### Kobiety
| Konkurencja:              | 1. miejsce                           | Rezultat | 2. miejsce                                                                     | Rezultat | 3. miejsce                                     | Rezultat |
| Bieg na 60 m              | Zuzanna Radecka AZS AWF Katowice     | 7,36     | Marzena Pawlak Olimpia Poznań                                                  | 7,37     | Agnieszka Rysiukiewicz AZS AWF Wrocław         | 7,52     |
| Bieg na 200 m             | Zuzanna Radecka AZS AWF Katowice     | 23,51    | Monika Borejza Legia Warszawa                                                  | 24,16    | Marzena Pawlak Olimpia Poznań                  | 24,28    |
| Bieg na 400 m             | Grażyna Prokopek MLKS Ostróda        | 55,16    | Justyna Karolkiewicz MKS Pogoń Siedlce                                         | 55,41    | Wioletta Wojtasik AZS AWF Warszawa             | 56,07    |
| Bieg na 800 m             | Lidia Chojecka WLKS Siedlce          | 2:11,94  | Dorota Fiut Skra Warszawa                                                      | 2:13,11  | Lucyna Ligaj Zawisza Bydgoszcz                 | 2:13,83  |
| Bieg na 1500 m            | Lidia Chojecka WLKS Siedlce          | 4:16,85  | Dorota Fiut Skra Warszawa                                                      | 4:21,67  | Lucyna Ligaj Zawisza Bydgoszcz                 | 4:32,80  |
| Bieg na 60 m przez płotki | Urszula Włodarczyk AZS AWF Wrocław   | 8,35     | Anna Leszczyńska Warszawianka                                                  | 8,36     | Izabela Obłękowska Skra Warszawa               | 8,69     |
| Chód na 3000 m            | Bożena Górecka AZS AWF Katowice      | 13:45,70 | Agnieszka Olesz AZS AWF Katowice                                               | 14:16,39 | Sylwia Lisak LKS Mielec                        | 14:27,58 |
| Skok wzwyż                | Lucyna Nowak Olimpia Grudziądz       | 1,85     | Agnieszka Giedrojć-Juraha AZS AWF Gdańsk Iwona Kielan Browar Schöller Namysłów | 1,82     |                                                |          |
| Skok o tyczce             | Monika Pyrek Warszawianka            | 4,10     | Aleksandra Granda SKLA Sopot                                                   | 3,60     | Anna Sobiecka Lechia Gdańsk                    | 3,60     |
| Skok w dal                | Agata Karczmarek Legia Warszawa      | 6,50     | Edyta Sibiga AZS AWF Gdańsk                                                    | 6,27     | Urszula Włodarczyk AZS AWF Wrocław             | 6,23     |
| Trójskok                  | Ilona Pazoła Krokus Leszno           | 13,50    | Liliana Zagacka Krokus Leszno                                                  | 13,08    | Magdalena Olechnowska Browar Schöller Namysłów | 13,04    |
| Pchnięcie kulą            | Krystyna Zabawska Podlasie Białystok | 19,26 NR | Katarzyna Żakowicz AZS AWF Wrocław                                             | 18,43    | Marzena Wysocka AZS AWF Pol-Kres B. Podl.      | 16,54    |
| Pięciobój                 | Izabela Obłękowska Skra Warszawa     | 4122     | Monika Wołowiec AZS AWF Wrocław                                                | 4097     | Renata Olszewska AZS AWF Pol-Kres B. Podl.     | 3771     |